# 科爾維爾 (堪薩斯州)
科爾維爾（英語：Coalvale）為位在美國堪薩斯州克勞福德縣的非建制地區。

## 歷史
此社區境內的郵政局於1880年1月5日開設，期間持續營運直到1907年4月30日終止。19世紀的時候，路易斯煤炭公司（Lewis Coal Company）當時於科爾維爾境內經營一座煤礦坑。